# 東京鎮台
東京鎮台（とうきょうちんだい）は、1871年から1888年まであった日本陸軍の部隊で、当時全国に4ないし6つあった鎮台の一つである。1888年に鎮台が廃されたとき、第1師団に改組してなくなった。

## 東京鎮台の発足
東京鎮台は、1871年（明治4年）に鎮台の数を2から4に増やしたとき、大阪鎮台とともに新設された。東京鎮台の管轄地は、現在の関東地方と、現在の新潟県・山梨県・長野県・静岡県・愛知県・岐阜県・三重県に及んだ。
発足当初は徴兵制がなかったので、鎮台の兵士は旧藩兵から採用された。翌1872年（明治5年）3月に東京鎮台条例が制定され、鎮台の任務と権限が規定された。各鎮台の権限に違いはないが、東京には近衛があったため、条例にはこれとの調整が規定された。皇城すなわち皇居の警衛は近衛の任務であったが、近衛部隊の演習中に東京鎮台が守衛を行うことはあった。
条例では、第1分営は新潟に設置する予定であったが、兵営に適当な場所を見つけられないため、当面は新発田城がある新発田に置した
1872年（明治5年）の7月19日に、歩兵2個小隊を水戸の元水戸城に分派し、8月5日にそこが第4分営となった。

## 鎮台条例の制定
1873年（明治6年）7月19日に鎮台条例が制定され、鎮台の数は6つに増えた。鎮台の管轄地は軍管と呼ぶことになり、東京鎮台の管地は第1軍管となった。このとき西隣に名古屋鎮台が新設されたため、中部地方の大部分はそちらの第3軍管に譲った。第1軍管の範囲は、現在の都道府県にあてはめると、関東地方と山梨県、長野県北部、新潟県である。第1師管（本営は東京）・第2師管（佐倉）・第3師管（高崎）という3つの師管に分けられた。3師管を擁するのは東京の第1軍管と大阪の第4軍管だけで、他は2つであった。師管には同じ番号を持つ歩兵連隊1個が対応したので、東京鎮台は3個歩兵連隊を持つことになった。師管内にはそれぞれ3か所の分営を配置した。
1873年は徴兵令が発布された年であり、第1軍管では1873年度から徴兵事務を開始した。従来からの旧藩兵からの志願兵は、徴集された徴兵と区別して壮兵という。その後も徴兵で足りない人数をおぎなうために士族・卒からの志願を募り、徴兵と壮兵はしばらくの間一緒に勤務した。

## 鎮台兵力の充足
1875年（明治8年）4月7日改訂の「六管鎮台表」によれば、第1師管には歩兵第1連隊、第2師管には歩兵第2連隊、第3師管には歩兵第3連隊が設けられた。歩兵以外には、騎兵第1大隊、砲兵第1大隊、工兵第1小隊、輜重兵第1小隊、預備砲兵第1大隊、預備工兵第1小隊が配属された。預備砲兵・工兵は「予備」ではなく「預備」の字である。さらに品川、横浜、新潟には海岸砲隊が置かれ、人員の総数は平時6900人、戦時1万0050人である。
ただこれは予定であり、部隊・定員が充足していたわけではない。鎮台条例制定時には歩兵連隊はなく、歩兵第1連隊が1874年1月、第2と第3は同年12月（または11月）に編成された。海岸砲隊についても1875年末まで動きがなかった。
1877年（明治10年）に起きた西南戦争は、鎮台制下最大の戦争となった。このとき東京鎮台の司令部は動かず、部隊を抽出して九州に送り出した。

## 1885年改正
1885年（明治18年）、太政官達第33号（5月18日制定・公布）により、鎮台条例が改正された。この改正は前から決まっていた軍拡方針を受けたもので、6鎮台の戦力は均一にそろえられることになった。各鎮台の師管は2つずつとなった。師管には歩兵旅団を1個置き、歩兵旅団は2個歩兵連隊からなったので、東京鎮台は2個歩兵旅団、4個歩兵連隊を擁することとされた。しかし、4番目となる歩兵第15連隊は1884年（明治17年）に編成に着手したばかりで、その完了は鎮台廃止の前年の1887年（明治20年）になった>。

## 廃止と第1師団への移行
1888年に鎮台条例は廃止され、師団司令部条例など一連の法令が制定されて、鎮台制から師団制に変わった。東京鎮台はそのまま第1師団に移行した。

## 部隊の編制
以下は異なる史料の紹介であり、相互の対応はとれていない。ある年に書かれている部隊が別の年に書かれていないとしても、廃止されたとは限らない。また、書かれていても未編成であったり、途上であったりするものもある。

### 1871年
明治4年8月の兵部省布達による。
- 東京鎮台　東京　常備歩兵10大隊
  - 第1分営　新潟　常備歩兵1大隊
  - 第2分営　上田　常備歩兵2小隊
  - 第3分営　名古屋　常備歩兵1大隊

### 1875年
明治8年改正の「六管鎮台表」による。かっこ内は実際の編成である。
- 東京鎮台　東京
  - 歩兵第1連隊（1874年1月[11]）
  - 歩兵第2連隊（1874年12月[11]）
  - 歩兵第3連隊（1874年12月、東京で編成[11]）
  - 騎兵第1大隊
  - 砲兵第1大隊
  - 工兵第1小隊
  - 輜重兵第1小隊
  - 預備砲兵第1大隊
  - 預備工兵第1小隊
  - 品川砲隊（未編成）
  - 横浜砲隊（未編成）
  - 新潟砲隊（未編成）

### 1882年から1883年頃
1882年から1883年頃の実際の編成状況。特に注記しないかぎり、『改正官員録』による。
- 東京鎮台
  - 歩兵第1連隊
  - 歩兵第2連隊
  - 歩兵第3連隊
  - 騎兵第1大隊
  - 野砲兵第1大隊
  - 山砲兵第1大隊
  - 工兵第1大隊
  - 輜重兵中隊
  - 東京鎮台軍法会議（1882年設置[15]）
  - 第1師管後備軍（司令部のみ）
  - 第2師管後備軍（司令部のみ）
  - 第3師管後備軍（司令部のみ）

### 1885年
特に注記しないかぎり、明治18年改正の鎮台条例に付属した「七軍管兵備表」と「諸兵配備表」による。以下は常備軍で、戦時には常備軍と同じ名称・構成で補充隊を欠く後備軍が追加編成される予定であった。
- 東京鎮台
  - 歩兵第1旅団　東京
    - 歩兵第1連隊　東京
    - 歩兵第15連隊　高崎（第1大隊全部と第2大隊の2個中隊のみ。編成完了は1887年）

  - 歩兵第2旅団　佐倉
    - 歩兵第2連隊　佐倉
    - 歩兵第3連隊　東京

  - 騎兵第1連隊　東京
  - 砲兵第1連隊　東京
  - 工兵第1大隊　東京
  - 輜重兵第1大隊　東京
  - 歩兵4個補充大隊
  - 騎兵1個補充中隊
  - 工兵1個補充中隊
  - 輜重兵1個補充中隊
  - 東京鎮台病院（1886年に東京陸軍病院が改称移管）[16]

## 人事

### 1882年から1883年頃
東京鎮台司令部の人事構成と、所属部隊・官衙の長。『改正官員録』による。
- 司令官　野津道貫　少将
  - 参謀長　岡沢精　歩兵大佐
    - 参謀　山内通義　工兵少佐
    - 参謀　木村新九郎　歩兵中尉
    - 副官　和知蓁一郎　歩兵大尉
    - 伝令使　伊東知季清　砲兵中尉
    - 文庫主管　井出静　歩兵少尉
    - 武庫主管　蒲生知郷　砲兵大尉
    - 会計部長官　川口武定　会計一等副監督
      - 会計部次長　中沢永秀　会計監督補
      - 計算課長　股武保観　会計軍吏
        - 江磨磋記　会計軍吏

      - 被服課長　黒川秀行　会計軍吏
        - 棚橋照昌　会計軍吏副
        - 杉山家達　会計軍吏補

  - 歩兵第1連隊長　乃木希典　歩兵大佐
  - 歩兵第2連隊長　児玉源太郎　歩兵中佐
  - 歩兵第3連隊長　山沢静吾　歩兵大佐
  - 騎兵第1大隊長　平佐是純　騎兵少佐
  - 野砲兵第1大隊長　黒瀬義門　砲兵少佐
  - 山砲兵第1大隊長　久徳宗義　砲兵少佐
  - 工兵第1大隊長　藤井包総　工兵少佐
  - 輜重兵中隊長　徳田正稔　輜重兵大尉
  - 東京鎮台軍法会議　堀尾晴義　歩兵大佐兼理事
  - 第1師管後備軍司令官　守永薫　大尉
  - 第2師管後備軍司令官　小山活興　大尉
  - 第3師管後備軍司令官　原権四郎　大尉